# Киевское хореографическое училище
Киевский государственный профессиональный хореографический коледж (укр. Київське державне хореографічне училище) — государственное профессиональное училище дневной формы обучения, готовящее артистов балета.

## История
Киевское хореографическое училище создано в 1938 году в результате слияния балетной студии (организована в 1934) при Киевском театре оперы и балета и хореографического техникума (основан в 1935).
В 1934 году при театре была создана трехлетняя балетная школа под художественным руководством Леонида Жукова. Педагогическую часть возглавил Борис Таиров, классический танец преподавали ученицы Агриппины Вагановой Клавдия Васина и Наталия Верекундова. В 1937 году состоялся первый выпуск школы, солистками театра стали Лидия Герасимчук, Зоя Серкова, Александр Сегал, Борис Каменькович, Л.Сольская, Л.Лузгина.
В 1966 году при училище открыт интернат.

## Известные педагоги
- Баклан, Фёдор Николаевич — с 1957 по 1968
- Берёзова, Галина (Анна) Алексеевна — с 1945 по 1966, преподавала с 1972 года
- Васильева, Антонина Ивановна — с 1956 по 1972
- Верекундова, Наталия Викторовна — с 1934 по 1968
- Вирский, Павел Павлович
- Денисенко, Владимир Андреевич — с 1964 года
- Кириллова, Галина Николаевна — с 1972 по 1986
- Клявин, Роберт Альбертович — с 1951 по 1987
- Ковтун, Валерий Петрович
- Косменко, Евгений Владимирович
- Мей, Варвара Павловна — в 1977—1982 вела младшие и выпускные классы
- Обовская, Лариса Николаевна — с 1993 года
- Парсегов, Валерий Владимирович — с 1971 года
- Таиров, Борис Александрович

## Руководители училища
С 1934 года — Жуков, Леонид Алексеевич
1938—1941 —Волосина Мария Филипповна -директор
1945—1966 — Берёзова, Галина (Анна) Алексеевна — художественный руководитель
1966—1972 — Васильева, Антонина Ивановна — художественный руководитель
1972—1986 — Кириллова, Галина Николаевна — художественный руководитель
1989—2010 — Таякина, Татьяна Алексеевна — директор училища. Художественный руководитель с 1989 по 1998.
2010—2011 — Клявин, Дмитрий Робертович
С 2012 — Нобухиро Терада - народный артист Украины - художественный руководитель
С 2020 - Екатерина Игоревна Кухар - народная артистка Украины - директор училища.

## Выпускники
- Категория:Выпускники Киевского хореографического училища

## Дополнительная информация
- В 1995 году в Японии была издана книга о годах учёбы с 1987 по 1995 в Киевском государственном хореографическом училище Нобухиро Тэрада, первого японского выпускника киевского училища, прошедшего полный восьмилетний курс обучения. Глава вторая и четвёртая, а также отдельные разделы книги посвящены описанию учебного процесса, специфике хореографического образования, требованиям педагогов, будням учеников хореографического училища, участию в спектаклях балетной труппы киевского театра. В 2010 году опубликован русскоязычный перевод: Соноэ Накадзима, «Мама, у меня всё хорошо!», — Киев: Видавнича группа «Сучасність», 2010. ISBN 978-966-96584-9-4
- Из послевоенных воспоминаний советского писателя Анатолия Кузнецова: «В комсомол я был принят „скопом“, когда учился в балетной студии при Киевском оперном театре. Нас, пятнадцатилетних балетных мальчиков и девочек, привели в райком на бульваре Шевченко и в каких-нибудь полчаса пропустили через приемный конвейер».[4]
- Киевское государственное хореографическое училище на Wikimapia Архивная копия от 10 января 2012 на Wayback Machine

## Награды
- Почётная грамота Кабинета Министров Украины (18 декабря 1999 года).
- Почётная грамота Президиума Верховного Совета РСФСР (1979 год)[5].